# Борковиці (Ключборський повіт)
Борковиці (пол. Borkowice, нім. Borkowitz) — село в Польщі, у гміні Ключборк Ключборського повіту Опольського воєводства.
Населення — 854 особи (2011).
У 1975-1998 роках село належало до Опольського воєводства.

## Демографія
Демографічна структура станом на 31 березня 2011 року:
|          | Загалом | Допрацездатний вік | Працездатний вік | Постпрацездатний вік |
| -------- | ------- | ------------------ | ---------------- | -------------------- |
| Чоловіки | 428     | 70                 | 301              | 57                   |
| Жінки    | 426     | 52                 | 289              | 85                   |
| Разом    | 854     | 122                | 590              | 142                  |